# Adenophora erecta
Adenophora erecta är en klockväxtart som beskrevs av S.Lee, Joongku Lee och S.Kim. Adenophora erecta ingår i släktet kragklockor, och familjen klockväxter. Inga underarter finns listade i Catalogue of Life.